# خوان دومينغيز (لاعب كرة قدم إسباني)
خوان دومينغيز (بالإسبانية: Juan Domínguez Otaegi) هو لاعب كرة قدم إسباني في مركز الهجوم، ولد في 29 ديسمبر 1983 في سان سيباستيان في إسبانيا. لعب مع خيمناستيك طركونة وريال سوسيداد ب وريال سوسيداد وريال يونيون ونادي إيبار ونادي غيخيليو ونادي لاردة.

## وصلات خارجية
- خوان دومينغيز على موقع قاعدة بيانات كرة القدم.إي يو (الإنجليزية)
- خوان دومينغيز على موقع Soccerway.com (الإنجليزية)